# 中缀表示法
中缀表示法（或中缀记法）是一个通用的算术或逻辑公式表示方法， 操作符是以中缀形式处于操作数的中间（例：3 + 4）。与前缀表达式（例：+ 3 4 ）或后缀表达式（例：3 4 + ）相比，中缀表达式不容易被电脑解析逻辑优先顺序，但仍被许多程序语言使用，因为它符合大多数自然语言的写法。
与前缀或后缀记法不同的是，中缀记法中括号是必需的。计算过程中必须用括号将操作符和对应的操作数括起来，用于指示运算的次序。